# Patrick Lodewijks
Patrick Lodewijks (Eindhoven, 21 febbraio 1967) è un allenatore di calcio ed ex calciatore olandese, di ruolo portiere.

## Palmarès

### Giocatore

#### Competizioni nazionali
- Campionato olandese: 4

PSV: 1987-1988, 1988-1989, 1999-2000, 2000-2001
- Coppa dei Paesi Bassi: 2

PSV: 1987-1988, 1988-1989
- Supercoppa dei Paesi Bassi: 3

PSV: 1998, 2000, 2001

#### Competizioni internazionali
- Coppa dei Campioni: 1

PSV Eindhoven: 1987-1988